# غور (دهلران)
غور یک منطقهٔ مسکونی در ایران است که در دهستان دالپری واقع شده‌است. براساس سرشماری مرکز آمار ایران در سال ۱۳۹۵، این روستا کمتر از سه خانوار جمعیت داشته‌است.